# Andrea Mugione
Andrea Mugione (Caivano, Campânia, 9 de novembro de 1940 - Nápoles, 26 de fevereiro de 2020) foi um clérigo católico romano italiano e arcebispo-emérito de Benevento.

## Biografia
Andrea Mugione estudou no Seminário de Aversa e o Seminário Regional de Salerno, obtendo a licenciatura em Teologia Dogmática. Foi ordenado sacerdote em 28 de junho de 1964 na Catedral de Aversa, pelo bispo coadjutor Antonio Cece. Em 1968 obteve o Doutorado em Teologia Dogmática em Nápoles, na Pontifícia Faculdade Teológica do Sul da Itália.
Atuou primeiro como Vice-Reitor do Seminário Regional de Salerno e professor de História da Arte; de 1968 a 1978, foi missionário na Venezuela e Vice-pároco de Santa Lúcia em Yaritagua, na Diocese de San Felipe. De volta a Itália, foi Diretor Espiritual do Seminário de Aversa (1978-1982); Pároco de San Michele in Casapozzano em Orta di Atella (1980-1983); pároco de San Michele Arcangelo em Aversa (1983-1986); Reitor do Seminário Menor de Aversa (1986-1988); Professor de Teologia Moral e Dogmática no Instituto Diocesano de Ciências Religiosas "San Paolo"; professor de religião em institutos superiores; diretor do Centro Missionário Diocesano; membro do Conselho Presbiteral; capelão das prisões de Aversa.
O Papa João Paulo II o nomeou Bispo de Cassano all'Jonio em 17 de março de 1988. O Cardeal Prefeito da Congregação para os Bispos e Presidente da Pontifícia Comissão para a América Latina, Bernardin Gantin, o consagrou em 28 de abril do mesmo ano, na Catedral de São Paulo de Aversa; os co-consagradores foram Giovanni Gazza SX, Bispo de Aversa, e Giuseppe Agostino, Arcebispo de Crotone-Santa Severina.
Na Conferência Episcopal da Calábria, foi secretário, e na Conferência Episcopal Italiana foi secretário da Comissão Episcopal para a cooperação missionária entre as Igrejas.
Em 21 de novembro de 1998, João Paulo II o nomeou arcebispo de Crotone-Santa Severina. O Papa Bento XVI nomeou-o arcebispo de Benevento em 3 de maio de 2006.
Em 2009, ele foi introduzido na Ordem do Santo Sepulcro de Jerusalém com o posto de Grande Oficial. Monsenhor Mugione também foi prior da delegação de Napóles da Sagrada Ordem Militar Constantiniana de São Jorge, uma ordem religiosa de cavalaria, ligada à Casa de Bourbon-Duas Sicílias.
O Papa Francisco aceitou sua aposentadoria por motivos de idade em 18 de fevereiro de 2016.
 

Mugione foi internado no Hospital Cardarelli em Nápoles em fevereiro de 2020, onde morreu no mesmo mês.